# Amphiodia riisei
Amphiodia riisei is een slangster uit de familie Amphiuridae.
De wetenschappelijke naam van de soort werd aanvankelijk in 1859 als Amphiura cordifera gepubliceerd door Christian Frederik Lütken, in de veronderstelling dat hij te maken had met Asterias cordifera Bosc, 1802, en deze dus slechts naar een ander geslacht transfereerde. In 1860 werd het Theodore Lyman duidelijk dat het om een heel andere soort moest gaan. Daar stemde Lütken mee in, en hij liet Lyman al in hetzelfde jaar weten dat de soort het nomen novum Amphiura riisei moest krijgen.